# 법화산 (경기)
법화산(法華山)은 대한민국 경기도 용인시에 있는 385.2m의 산이다. 천태교학(天台敎學)의 법화경에서 유래되었다. 《조선지명지》에는 읍내면 상마곡(마북동) · 동변면 수청동(청덕동)에 있다고 기록되어 있다. 하지만 경기도 용인시의 수지구 · 기흥구 · 처인구 3개구 모두에 걸쳐 있는 산이다.
용인시(龍仁市)는 본래 용구현(龍駒縣)과 처인현(處仁縣)을 합치고 용구(龍駒)에서 "용(龍)"자와 처인(處仁)의 "인(仁)"자를 합쳐 용인현(龍仁縣)이라고 칭하다가 후에 양지군(陽智郡)을 합쳐 오늘의 용인시(龍仁市)가 되었다. 용구현은 고구려 때는 구성현(駒城縣) 또는 멸오(滅烏)라고 부르고, 신라 경덕왕 때는 거서현(巨黍縣)으로 개칭되어 한주(漢州, 현재 경기도 광주시)의 영현(營縣)에 속해 있다가 고려 초 용구현으로 바꿨다.
1018년(고려(高麗) 제 8대 현종 9) 지방 제도가 다시 개편되어 4도호·8목·56지주군사(知州郡事)·28진장(鎭將)·20현령이 설치되는데, 이때 용구현은 광주목(廣州牧)의 임내(任內)로 편입되었다. 처음에는 지방관이 파견되지 못한 속현(屬縣)으로 남아 있다가 1172년(고려 명종 2) 감무(監務)가 파견되었으며, 후에 승격되어 현령관(縣令官)이 파견되었다.
‘구(駒)’에 대해서는 본래 '말(馬)'을 뜻한다는 견해와 '큰 기장'을 의미하는‘거서(巨黍)’의 ‘거’와 함께 ‘크다’를 뜻한다는 견해가 있는데 1413년(조선 태종 13) 처인현과 합해 용인현으로 고쳐졌다. 거서현(巨黍縣)은 지금의 용인시 수지구와 기흥구 일대에  있던 신라시대의 옛 행정구역의 명칭이다. 이처럼 구성 지구는 예부터 용인에서 빼놓을 수 없는 중요한 요충지이자 주요 지역 중의 하나였다. (향토문화대전 보관됨 2010-09-29 - 웨이백 머신 내용 참조)

## 산의 위치

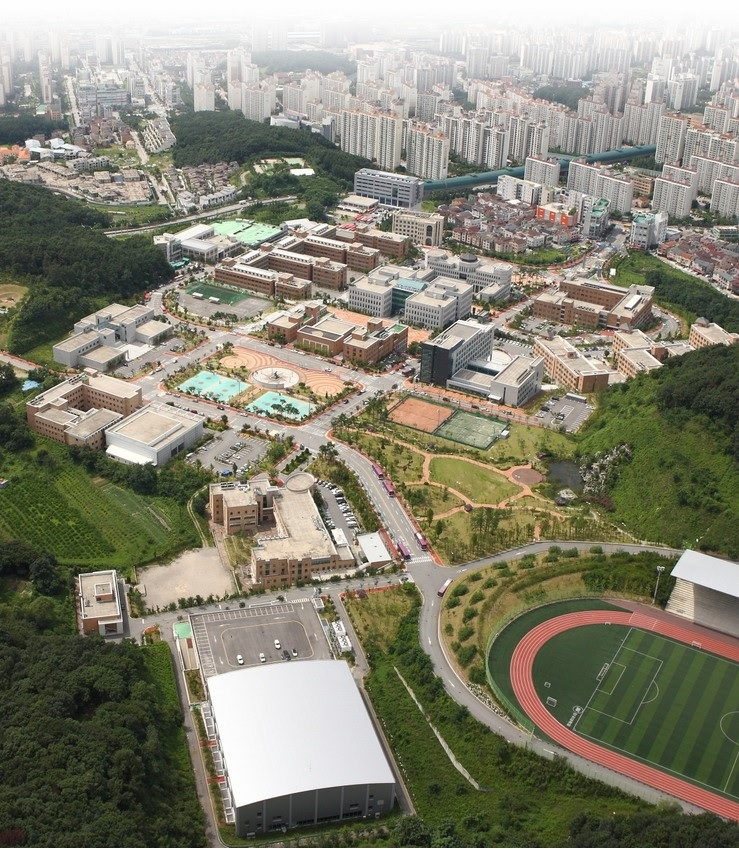
단국대(檀國大)와 수지구 탄천(炭川) 발원지(내대지천)

법화산은 불경 중의 하나로 모든 경전의 왕이라는 법화경에서 따온 이름으로 용인시 서북부, 북부지역에 위치한 산이다. 산의 위치는 수지구 죽전동 · 기흥구 마북동 · 청덕동 · 언남동과 처인구 모현읍 오산리 등 3개구 모두에 걸쳐있다. 하지만 1861년(철종 12) 고산자(古山子)김정호가 편찬·간행하고 1864년(고종 1)에 재간한 분첩절첩식의 전국 지도첩. 대동여지도(大東輿地圖)에는 미흡한 조사탓인지 향수산(香水山)으로만 그려져 있다. 굴곡진 산세는 처인구 모현읍 능원리에서 문수산과 갈라지고 탄천(炭川)의 발원지 가운데기흥구의 마북동과 청덕동 (마북천) 지역은‘예부터 물푸레나무가 많고 항상 맑고 푸른 물이 흘러내린다’하여 '청덕리(淸德里)', '물푸레골'이라 불리던 곳이다.
또한 처인구 모현읍 오산리의 천주교 용인 공원묘지 부근에서 다른 물줄기 하나를 만들어 경안천으로 흐른다. 현재 구성면 청덕동의 88 CC, 처인구 모현읍 능원리 레이크사이드 CC 등 골프장을 사이에 두고 향수산과 연결되고 있으며 마성터널을 사이에 두고 석성산쪽은 동백동, 법화산 쪽은 · 청덕동으로 나뉘는 곳으로 산은 높지 않지만 여러 갈래로 나뉘어 여러 마을들을 감싸 안고 있는 형세다.
법화산은 주변의 형세가 타지역보다 높아 여러 신하가 임금에게 조례를 올리는 군신봉조형(群臣奉朝形) 같다는 전설처럼 예로부터 명당보국(明堂保局)의 길지로 알려진 곳이다. 백두대간은 한반도의 등뼈를 이루는 산줄기로 백두산에서 시작하여 동쪽 해안선을 끼고 남으로 맥을 뻗어 태백산에 이르며, 산줄기에 의해 끊임없이 이어진 산지능선을 말한다. 이 산줄기는 금강산, 설악산, 오대산, 대관령, 두타산으로 내려오다 크게 용틀임하듯 굽어져서 남서쪽으로 방향을 돌려 태백산, 소백산, 속리산으로 뻗어 내린다. 속리산에서 추풍령, 덕유산, 지리산으로 이어지면서 산줄기가 끝난다. 그 길이가 무려 도상거리 약 1,630km, 높이는 100여 m에서 2,740m까지 이른다.
백두대간에서 뻗어나온 ‘한남정맥’이 충청북도 속리산에서 북진해 경기 남부의 지형을 이루고 정맥중에 으뜸인 간룡(幹龍)에 위치하여 함박산→부아산→석성산→마성터널→법화산으로 이어지는 산맥으로 '생거진천 사거용인(生居鎭川 死居龍仁)'이라는 용인에는 명당이 많아 인재의 출생이 많다고 전해지는 전설을 가지고 있다. 고개를 나타내는 한자어로 령(嶺), 현(峴), 치(峙), 천(遷) 등이 있고 한글로는 고갯마루, 등성마루, 언덕 등이 있는데 하늘마을에서 성현마을까지 단국대학교를 감싸안고 있는 형국의 작은 무등치(無等峙, 일명 무등재), 도태굴고개, 큰무등치, 응달길고개로 이어지는 법화산 자락은 산등성이에서 다시 천주교 용인공원묘지의 능선을 따라 가다가 수지에서 광주 가는 국도 제43호선 대지산 대지고개에서 과협한 다음 북쪽으로 또 다른 산봉우리 하나를 만든다. 바로 불곡산(345m)이다.
경기도 용인 서북부지역에 위치한 법화산은 수지구 단국대학교에서 나오는 내대지천이 탄천(炭川)의 발원지가 된다. 
용인 북부지역 기흥구 '마북천'과 '청덕천'에 흐르는 물도 탄천의 물길이 되고 기흥구 마북동에는 구한말 을사늑약에 항거해 자결한 충정공 민영환의 묘와 병자호란 때 3학사의 한 사람인 충렬공 오달제의 묘, 연안부부인 전씨 묘(延安府夫人田氏墓) 등이 있다.
탄천은 예부터 삼천갑자 동방삭의 전설이 내려오는 한강의 지류이다. 특이하게 남에서 북으로 흘러 용인, 분당, 판교, 송파, 강남 지역을 관통하는 준용하천이다. 용인시 수지구, 기흥구에서 발원하여 서울 송파구와 강남구를 거쳐 양재천과 합해져 한강으로 유입되는 한강의 제1의 지류(支流)이다. 총 길이 35.6km, 유역면적은 302km2이다.

## 전해오는 이야기

건방(乾方,서북쪽)으로 떠올라 가는듯한 거북 모양의 용인시 지형

이곳 용인지역에는 지명에 얽힌 전설이 많다. 《조선지명지》에 읍내면 상마곡, 동변면 수청동에 있다고 기록되어 있듯이 옛날 상마곡 마을에 마운사(痲雲寺)라는 사찰이 있었는데 그 사찰의 중이 마의(痲衣)를 입고 다녔고 이곳이 관할 면소재지의 북쪽에 위치한다 하여 마북(痲北)이라는 이름이 붙여졌다고 한다. 또한 항상 맑은 물이 계곡에서 흘러내려와 수청동(水淸洞)이라 하였다는 전설이 있는 곳이다. 한편 이곳의 보호산으로 알려진 법화산(法華山)은 《법화경》(法華經, 일명 妙法蓮華經)에서 이름이 유래하였다고 기록되어 있기도 하다.(향토문화대전 보관됨 2010-09-29 - 웨이백 머신 내용 참조)
고구려 장수왕 63년 을묘(475)년, 장수왕은 3만의 대군을 이끌고 남정하여 백제의 아단성(아차산성으로 추정)에서 개루왕을 잡아 참수하고, 그 여세를 몰아 한강 유역을 유린하고 백제의 영지였던 용인지역 뿐만 아니라, 한수 이남의 백제 강역 즉, 안성천 유역으로부터 아산만까지를 영토로 편입하고, 용인지역을 현으로 격상시키면서 이를 말굽모양의 성이 있다는 뜻의 구성현(駒城縣)이라 하였다. 이것이 용인지역 최초의 행정지명인데, 백제에서는 이를 까마귀가 슬퍼 죽었다는 뜻의 ‘멸오(滅烏)’라고 적어 놓았다.
일설에는 고구려의 원정군이 패주하는 백제군을 수없이 격멸시켰을 때, 그 시체가 마치 까마귀 떼와 같았다고 하여 ‘멸오’라 하였다는 주장이 있는데 고구려가 용인 지역을 영토로 편입하면서 명칭을 구성이라 한 것은 역시 ‘크다’는 의미의 ‘말아’를 한자로 의역하여 표기한 것이 된다. ‘말아’ 또는 ‘마라’는 마루(宗)와 동의어로서 ‘크다(大)’ ‘높다(高)’ (예 : 산마루. 종가. 종손)는 의미를 포함한 것이니, 구성(駒城)은 곧 ‘큰 성’ ‘높은 성’이라는 뜻으로 풀이할 수 있다. 즉, ‘멸오’란 고어로서 ‘크다’는 뜻의 말(馬)이나 구(駒)를 차음하여 표기한 것이지만, 이것은 현재의 크고 높은 성을 뜻하는 것으로 법화산과 보개산(석성산)이 있는 지역을 말하는 것임을 알 수 있다.
용인지방의 지리적 특성 중의 하나는 경안천, 탄천, 오산천, 청미천, 진위천, 안성천 등 대소 하천이 모두 용인에서 발원하여 인접 시. 군으로 흘러 나가고 있다는 것인데, 이와 같은 현상은 용인지방이 분지를 형성하면서 인접 시. 군을 내려다보는 위치에 있다는 것이 된다. 그런데 더욱 놀라운 것은 '멸오'나 '용구(龍駒)', '구성(駒城)'이 ‘높다’는 의미에서 표기된 지명이라면, 이미 삼국시대에 이와 같은 용인(龍仁)의 지리적 특성을 알고 있었다는 얘기가 아닌가 하는 생각이다.
이곳의 구비전승된 설화 중, 떠내려온 산(浮山), 용바위, 홍수전설, 호랑이와 도깨비 같은 구비전승의 얘기와 짐, 사람을 실어나르는 작은 배인 거룻배가 있었다는 무등치 설화, 둥둥배, 둥둥바위, 조개굴껍질이 붙어 있었다는 굴바위, 광교산에서 낚시를 하였다는 민담, 배 매는 고리의 전설로 용인 수원지역이 강이나 바다였다고 하는 토박이 주민들이 많다.
또한 이곳 지역에서 발원하여 흐르고 있는 탄천은 오래전부터 동방삭의 전설이 내려온다. 동방삭(東方朔·기원전 154~93)은 한(漢) 무제(武帝·기원전 156~87)에게 스스로를 천거해 미관말직에 등용된 이래 평생을 조정에 ‘은거’했다는 익살과 해학의 정치가였는데 언젠가 한국에선 장수(長壽)의 대명사인‘삼천갑자 동방삭’으로 변했다. 원래 수명이 삼십(三十)이었던 동방삭은 십(十)에 한 획을 더 그은 천(千)으로 바꿔 삼천갑자를 살게 됐다. 이에 동방삭을 잡으러 온 저승사자가 성남 분당의 탄천(炭川·숯내)에서 숯을 빠는 꾀를 냈다. 길을 지나던 동방삭이 “내 삼천갑자를 살지만 이런 기괴한 모습은 처음 본다”고 말했다가 신분이 탄로나 붙잡히고 만다. 이것이 전해오는 탄천 이름의 또다른 전설이다. 이같은 전설을 배경으로 용인시에서는 죽전 1,2동이 공동 개최하는 탄천문화제가 해마다 죽전체육공원과 탄천 일대에서 펼쳐지고 있다.
용인시(龍仁市)에서 '용(龍)'자가 들어가게 된 유래에는 이런 설화가 내려온다. 용인시의 좌측으로는 투구봉이 있고 우측으로는 칼봉이 자리 잡고 있는데, 봉우리의 형상이 투구와 칼처럼 생겨서 붙여진 이름이다. 이 투구봉과 칼봉 사이에는 넓은 터가 있는데 마을 사람들은 '장군대지형의 땅'으로 믿고 있다. 장군이 무술을 연마하기에 꼭 알맞을 정도의 넓은 지형이다. 옛날에 남씨 문중에서 이곳에 묘를 썼는데, 그 후 얼마 안 있어 그 문중 가운데 한 집에서 아기장수를 낳았다. 아기는 낳은 지 사흘 만에 옆구리에 날개가 돋아났으며, 힘 또한 장사여서 상대할 사람이 없었다.
아기장수가 태어날 무렵은 당파싸움이 치열하던 때로, 자신의 가문을 보존하기 위해 서로간에 암투가 끊이지 않았다. 그리하여 혹 다른 집안 자제 가운데 훌륭하게 될 소지가 있는 아이가 있으면 그 아이는 물론 그 집안 전체를 몰살하였다. 열세에 몰려 있던 남씨 문중에선 아기장수가 태어난 것이 오히려 화근이 될 것이라고 불안해했다. 남씨 문중에서는 전체 회의를 열어 숙고한 끝에 아기장수가 성장하기 전에 처단할 것을 결의하였다. 워낙 힘이 센지라 여럿이 커다란 바위로 눌러 죽였다. 아기를 양지 쪽에 묻어 주려고 땅을 파보았더니 거기에서 투구와 칼이 나왔다고 한다.
한편 남씨 가문에서 아기장수가 태어날 때 장군대지형에서 마주 보이는 액교산에 있는 바위에서 용마(龍馬)가 나와 울었다고 한다. 이 용마는 아기장수가 죽자 태울 주인이 없음을 슬퍼하며 성산(城山, 석성산)을 향해 달려나갔다. 현재 고림리의 액교산에는 용마가 났다는 용마바위가 아직도 전하는데, 용마가 몸부림치며 울부짖던 흔적이 뚜렷이 남아 있다고 한다. 이곳 지역은 이런 설화가 많다. 「고장군 묘소 전설」, 「아기장수와 용마바위」, 「유방리의 남씨네 아기장수」등이 내용이 비슷하다. 이것이 훗날에 조선시대의 남이장군으로 이어진다. 이처럼 이런 전설들이 전해져 삼국시대의 구성현(駒城縣)이 고려 초 용구현(龍駒縣)으로 바뀌었던 것으로 전해진다.
조선 초기의 명장 남이에 관한 인물전설로 《연려실기술》 · 《청야만집》(靑野謾集) · 《대동기문》(大東奇聞)에 문헌자료가 전해지고 있으며, 구전설화도 전국에 걸쳐 분포되어 있다. 문헌자료는 순수설화라기보다 여러 문집에 소재하여 있는 남이에 관한 기록을 인용한 것으로서 모두 같은 내용이다. 특기할 것은 《연려실기술》중 《국조기사》(國朝記事)의 자료를 인용한 남이의 결혼과정은 현재 구전되는 설화와 같은 것으로 보아 민간 전승을 기록한 것으로 볼 수 있다.

## 산행코스 정보
용인 지역은 법화산과 더불어 광교산, 부아산, 석성산이 감싸고 있으며 용인 시민들이 자주 찾는다. 법화산의 산행은 주로 수지구 죽전야외음악당 우측 등산로를 이용한다. 산행 중에는 분위기 있는 연못과, 뛰고 싶은 충동을 일으키는 잔디구장, 김수환 추기경이 잠들어 있는 곳으로 유명한 '천주교 용인공원묘지'와 남동쪽으로 웅장한 모습의 석성산을 볼 수 있다.
기흥구 구성동의 중심에 위치한 법화산(해발 385.2m)의 등산로는 인기가 많은 편으로 탄천의 발원지 중의 하나인 '마북천'이 흐르는 마북동과 탄천의 발원지 중의 하나인 물푸레골의 청덕동, '천주교용인공원묘지'가 있는 모현읍 오산리에 걸쳐 위치한 산으로 능선 길로 접어들면 빽빽한 소나무에 길이 푹신푹신하여 걷기에 편한 등산로이다.
특히 옛정취도 느낄 수 있는 용인 향교는 기흥구 언남동 법화산 기슭에 자리하고 있어 옛정취를 느끼게 해주는데 바로 이곳에서 한학을 공부하고 삼일운동 당시 파고다공원에서 만세시위를 주도한 어대선 지사, 만주상해 등지에서 독립군으로 활약한 어영선 대장, 만주에 성동사관학교를 설립, 독립군을 길러낸 김혁 장군 등 다수의 독립 운동가를 길러내었다.
용인에서 아름다운 산으로 '새가 나는 형상'의 '조비(鳥飛)'로 명명된 경기도 용인시 처인구 백암면 용천리·석천리·장평리에 걸쳐 있는 '조비산'(해발 295m)과 용인에서 가장 높은 산으로 정상의 바위가 '말이 입을 벌린 모습'이라 '말아가리'라 이름이 붙여진 용인시 처인구 포곡(蒲谷)읍과 광주시 도척면의 경계에 있다는 '말아가리산 또는 마구산(馬口山, 해발 595m)' 등이 있는데 법화산은 높지가 않은 산이라 친근하게 주민에게 다가 있는 산이다. 그래서 휴일마다 구성동주민센터에서 출발하여 코오롱중앙연구소, 현대연구소를 거쳐 법화산 정상에 이르는 3.3 km(왕복 3시간 40여분 소요) 구간 등산로 코스에는 늘 인파가 붐비고 있어 죽전 야외음악당에서 산에 오르는 인파를 흔히 목격되고 있다.

## 같이 보기
- 한국의 산
- 석성산 (경기)
- 대지산 (경기)
- 향수산 (경기)
- 문수산 (용인)
- 형제봉 (용인시)
- 탄천(炭川)

## 참고 문헌
- 《경기남부 걷기여행》, 길을 찾는 사람들 저, 황금시간(2009년)